# Joseph-Marie Amiot

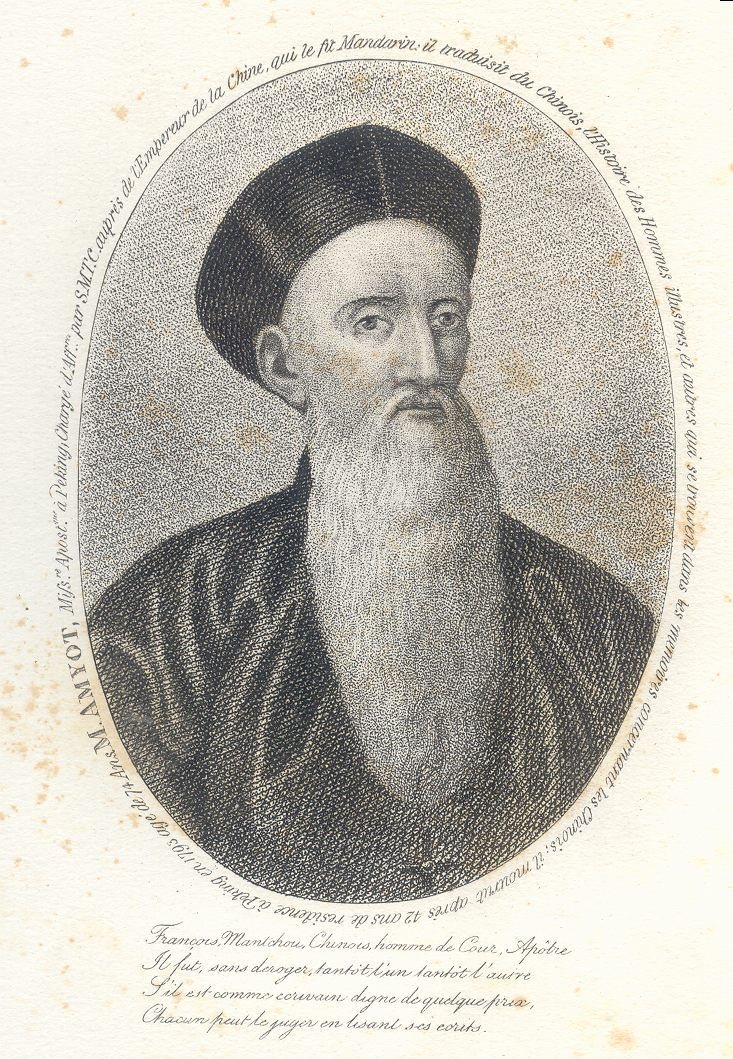
Joseph-Marie Amiot

Joseph-Marie Amiot   (Toló, 8 de febrer de 1718 - Pequín, 9 d'octubre de 1793) va ser un capellà jesuïta, astrònom i historiador francès, missioner a la Xina, durant la dinastia Qing.

## Biografia
Fill de Jean Louis Amiot (notari reial) i de Marie-Anne Serre, família amb un total de deu fills (5 fills i 5 filles). Va estudiar quatre anys al Seminari Reial i a l'Escola de la Marina a Toló, (on més tard hi va fer de professor) dirigida pels jesuïtes,. Va entrar com a novici a la Companyia de Jesús a Avinyó el 27 de setembre de 1737. Va ser ordenat capellà el 21 de desembre de 1746 a Lió.
Va sortir de França cap a la Xina el 29 de desembre de 1749 i va arribar el 27 de juliol de 1750 va arribar a Macau. L'emperador Qianlong el va cridar a la cort Imperial, conjuntament amb dos jesuïtes portuguesos (José de Espinha i Manuel Mattos) per aprofitar els seus coneixements de música, matemàtiques i farmàcia. El 22 d'agost de 1751 va arribar a Pequín on s'hi va estar fins a la seva mort el 1793.
El 1779 el rei Lluís XVI li va signar l'autorització com a possible substitut de François Bourgois com a superior de les missions franceses i el 1780 va ser proposat com a vicari apostòlic de Pequín.
Cal considerar que part de l'activitat d'Amiot a la Xina va coincidir amb la supressió de la Companyia de Jesús a Europa (Portugal 1759, França 1764) i de l'onada anti-cristiana a la Xina (1784-85).
Amiot es va adaptar plenament a l'estratègia dels jesuïtes francesos a la Xina, consistent en comportar-se com un perfecte xinès, estudiant en profunditat la llengua i adoptant un nom xinès (Qian Deming), i va contribuir a fer conèixer la Xina a Europa durant la segona meitat del segle xviii, amb abundant correspondència i memòries sobre astronomia, medicina i filosofia. Una de les seves aportacions més destacades va ser la traducció al francès d'un dels escrits més importants de l'emperador Qianlong, amb el títol de l'edició francesa Éloge de la ville de Moukden, et de ses environs, poème composé par Kien-Long, empereur de la Chine et de la Tartarie, actuellement régnant (París, 1770). Aquesta obra va servir com un dels pretextes a Voltaire que en va parlar en la primera de les seves Lettres chinoises, indiennes et tartares de 1776.
Com a difusor de la cultura i història xinesa el 1770 va publicar Abrégé chronologique de l'histoire universelle de l'Empire chinois. Entre 1771 i 1774 va redactar 110 retrats de xinesos cèlebres i el 1784 una Vida de Confuci. El 1787 va enviar a Europa una llarga descripció sobre la història de la religió taoista, que va ser re interpretada pel sinòleg Abel Rémusat i utilitzada per Hegel en les seves classes de religió a Berlín.
Els treballs iniciats per Jean-Baptiste du Halde, la Description i les Lettres édifiantes, van tenir un complement important en l'edició de les Mémoires concernat l'histoire des sciences, des arts, des moeurs, des usages, etc. des chinois, una obra en 15 volums (1776-1791) i va tenir com a redactors principals a Amiot i a Pierre Martial Cibot.
En l'àmbit científic va desenvolupar activitats com a astrònom,va fer investigacions sobre magnetisme, i formació de científics xinesos. En el camp de la llengua entre 1784 i 1785 va escriure una gramàtica tàrtar-manxú i posteriorment un diccionari tàrtar-manxú-francès i va traduir el llibre L'art de la guerra de Sun Zi.
Gràcies a Amiot va ser conegut a Europa un dels principals recursos de la lingüítica actual per conèixer la llengua jurtxet: el diccionari multilingüe de la cancelleria de traductors (华夷译语, Huá-Yí yìyǔ, diccionari xinès-bàrbar).
Com a músic es va interessar per les danses rituals xineses i pel seu significat, va ser un divulgador de la música xinesa a Europa i se'l considera un precursor de l'etnomusicologia.